# Chalcomitra fuliginosa
A Chalcomitra fuliginosa a madarak (Aves) osztályának verébalakúak (Passeriformes) rendjébe, ezen belül a nektármadárfélék (Nectariniidae) családjába tartozó faj.

## Rendszerezése
A fajt Johann Matthäus Bechstein német természettudós és ornitológus írta le 1811-ben, a Certhia nembe Certhia fuliginosa néven. Sorolták a Nectarinia nembe Nectarinia fuliginosa néven is.

## Alfajai
- Chalcomitra fuliginosa aurea (Lesson, 1847)
- Chalcomitra fuliginosa fuliginosa (Bechstein, 1811)[2]

## Előfordulása
Afrika nyugati és középső részén, Angola, Benin, Elefántcsontpart, Egyenlítői-Guinea, Gabon, Ghána, Kamerun, a Kongói Köztársaság, a Kongói Demokratikus Köztársaság, Libéria, Nigéria, Sierra Leone, és Togo területén honos. 
Természetes élőhelyei a szubtrópusi vagy trópusi síkvidéki esőerdők, mangroveerdők és szavannák, lápok, mocsarak, folyók és patakok környéke, valamint ültetvények és vidéki kertek. Állandó, nem vonuló faj.

## Megjelenése
Testhossza 14 centiméter.

## Természetvédelmi helyzete
Az elterjedési területe nagyon nagy, egyedszáma pedig stabil. A Természetvédelmi Világszövetség Vörös listáján nem fenyegetett fajként szerepel.